# Copa Libertadores da América de 2014
A Copa Libertadores da América de 2014 foi a 55.ª edição da competição de futebol realizada anualmente pela CONMEBOL. Realizou-se entre 29 de janeiro e 13 de agosto de 2014, tendo uma pausa para a Copa do Mundo do mesmo ano, realizada no Brasil. Os jogos foram disputados até 14 de maio e o retorno a partir de 23 de julho. Participaram clubes das dez associações sul-americanas mais três clubes do México.
Esta edição repetiu a nomenclatura oficial de Copa Bridgestone Libertadores, após a fabricante de pneus japonesa Bridgestone passar a ser a patrocinadora principal em 2013.
O melhor colocado não-mexicano garantiu vaga no Mundial de Clubes de 2014 no Marrocos e o campeão (incluindo equipes do México) ganhou o direito de disputar a Recopa Sul-Americana de 2015 com o vencedor da Copa Sul-Americana de 2014.
Em final inédita, disputada entre dois clubes que nunca haviam vencido o torneio, o San Lorenzo da Argentina venceu o Nacional do Paraguai por 2–1 no placar agregado. No jogo de ida, disputado no Estádio Defensores del Chaco, empataram por 1–1 e clube argentino garantiu o título após ganhar por 1–0 na partida de volta, jogada no Estádio Nuevo Gasómetro.
Pela primeira vez desde que a Libertadores assumiu o novo formato em 2000, o Brasil teve três times eliminados na fase de grupos, sendo que nenhum dos classificados para as oitavas de final foram times de São Paulo ou Rio de Janeiro, fato também inédito para esse período. Dos que avançaram nenhum conseguiu alcançar as semifinais, o que não ocorria desde 1991.

## Equipes classificadas
| País                               | Equipe                  | Classificação                                                               |
| ---------------------------------- | ----------------------- | --------------------------------------------------------------------------- |
| Argentina · (5 vagas)              | Vélez Sarsfield         | Campeão da Primeira Divisão 2012–13                                         |
| Argentina · (5 vagas)              | Newell's Old Boys       | Campeão do Torneio Final 2013                                               |
| Argentina · (5 vagas)              | San Lorenzo             | Campeão do Torneio Inicial 2013                                             |
| Argentina · (5 vagas)              | Arsenal de Sarandí      | Campeão da Copa Argentina 2012–13                                           |
| Argentina · (5 vagas)              | Lanús                   | Campeão da Copa Sul-Americana 2013                                          |
| Bolívia · (3 vagas)                | Bolívar                 | Campeão do Torneio Clausura 2013                                            |
| Bolívia · (3 vagas)                | The Strongest           | Campeão ou vice do Torneio Apertura 2013                                    |
| Bolívia · (3 vagas)                | Oriente Petrolero       | Vice-campeão do Torneio Clausura 2013                                       |
| Brasil · (5 vagas + atual campeão) | Atlético Mineiro        | Campeão da Copa Libertadores 2013                                           |
| Brasil · (5 vagas + atual campeão) | Cruzeiro                | Campeão do Campeonato Brasileiro Série A 2013                               |
| Brasil · (5 vagas + atual campeão) | Flamengo                | Campeão da Copa do Brasil 2013                                              |
| Brasil · (5 vagas + atual campeão) | Grêmio                  | Vice-campeão do Campeonato Brasileiro Série A 2013                          |
| Brasil · (5 vagas + atual campeão) | Atlético Paranaense     | 3º colocado do Campeonato Brasileiro Série A 2013                           |
| Brasil · (5 vagas + atual campeão) | Botafogo                | 4º colocado do Campeonato Brasileiro Série A 2013                           |
| Chile · (3 vagas)                  | Unión Española          | Campeão do Torneo Transición 2013                                           |
| Chile · (3 vagas)                  | O'Higgins               | Campeão do Torneio Apertura 2013                                            |
| Chile · (3 vagas)                  | Universidad de Chile    | Campeão da Liguilla do Torneio Apertura 2013                                |
| Colômbia · (3 vagas)               | Atlético Nacional       | Campeão dos Torneio Apertura e Finalización 2013                            |
| Colômbia · (3 vagas)               | Deportivo Cali          | Melhor pontuação na temporada 2013                                          |
| Colômbia · (3 vagas)               | Santa Fe                | 2ª melhor pontuação na temporada 2013                                       |
| Equador · (3 vagas)                | Emelec                  | Campeão do Campeonato Equatoriano 2013                                      |
| Equador · (3 vagas)                | Independiente del Valle | Vice-campeão do Campeonato Equatoriano 2013                                 |
| Equador · (3 vagas)                | Deportivo Quito         | 3º colocado no Campeonato Equatoriano 2013                                  |
| Paraguai · (3 vagas)               | Cerro Porteño           | Campeão do Torneio Clausura 2013 (melhor pontuação)                         |
| Paraguai · (3 vagas)               | Nacional                | Campeão do Torneio Apertura 2013 (2ª melhor pontuação)                      |
| Paraguai · (3 vagas)               | Guaraní                 | Melhor pontuação entre os não-campeões do Apertura e Clausura 2013          |
| Peru · (3 vagas)                   | Universitario           | Campeão do Campeonato Descentralizado 2013                                  |
| Peru · (3 vagas)                   | Real Garcilaso          | Vice-campeão do Campeonato Descentralizado 2013                             |
| Peru · (3 vagas)                   | Sporting Cristal        | Melhor pontuação entre os não-finalistas do Campeonato Descentralizado 2013 |
| Uruguai · (3 vagas)                | Peñarol                 | Campeão do Campeonato Uruguaio 2012–13                                      |
| Uruguai · (3 vagas)                | Defensor Sporting       | Vice-campeão do Campeonato Uruguaio 2012–13                                 |
| Uruguai · (3 vagas)                | Nacional                | Melhor pontuação na tabela agregada de 2012–13                              |
| Venezuela · (3 vagas)              | Zamora                  | Campeão do Campeonato Venezuelano 2012–13                                   |
| Venezuela · (3 vagas)              | Deportivo Anzoátegui    | Vice-campeão do Campeonato Venezuelano 2012–13                              |
| Venezuela · (3 vagas)              | Caracas                 | Melhor pontuação na tabela agregada de 2012–13                              |
| México · (3 vagas)                 | Santos Laguna           | Melhor colocado na fase classificatória do Apertura 2013                    |
| México · (3 vagas)                 | León                    | 2º melhor colocado na fase classificatória do Apertura 2013                 |
| México · (3 vagas)                 | Monarcas Morelia        | 3° melhor colocado na fase classificatória do Apertura 2013                 |

## Sorteio
O sorteio da competição ocorreu em 12 de dezembro de 2013 no Centro de Convenções da CONMEBOL, em Luque, no Paraguai. Pela primeira vez a cerimônia foi realizada em horário noturno (21 horas locais).
Dois dias antes do sorteio, foram divulgadas as equipes cabeças de chave: Atlético Mineiro, Cruzeiro, Vélez Sarsfield, Newell's Old Boys, Peñarol, Unión Española, Cerro Porteño e Bolívar. Essa informação chegou a ser negada pela assessoria de comunicação da CONMEBOL, que informou que os cabeças de chave só seriam anunciados no momento do sorteio. Na data do sorteio os cabeças de chave inicialmente previstos foram confirmados, assim com a distribuição dos clubes classificados através dos potes.
| Primeira fase                                                               | Primeira fase                                                                                                   |
| Pote 1                                                                      | Pote 2 |
| --------------------------------------------------------------------------- | --- |
| - Lanús[a] - Atlético Paranaense - Botafogo - Santa Fe - Guaraní - Nacional | - Oriente Petrolero - Universidad de Chile[a] - Deportivo Quito - Monarcas Morelia - Sporting Cristal - Caracas |

| Fase de grupos | Fase de grupos | Fase de grupos | Fase de grupos |
| Pote 1 | Pote 2 | Pote 3 | Pote 4 |
| --- | --- | --- | --- |
| - Newell's Old Boys - Vélez Sarsfield - Bolívar - Atlético Mineiro - Cruzeiro - Unión Española - Cerro Porteño - Peñarol | - San Lorenzo[a] - Arsenal de Sarandí - The Strongest[a] - Flamengo - Grêmio - O'Higgins - Nacional - Defensor Sporting | - Atlético Nacional - Deportivo Cali - Emelec - Independiente del Valle - Real Garcilaso[a] - Universitario[a] - Zamora - Deportivo Anzoátegui | - Santos Laguna - León - Ganhador chave 1 da primeira fase - Ganhador chave 2 da primeira fase - Ganhador chave 3 da primeira fase - Ganhador chave 4 da primeira fase - Ganhador chave 5 da primeira fase - Ganhador chave 6 da primeira fase |

a. ^ Não definido à época do sorteio.

## Primeira fase
| Chave | Equipe 1             | Total       | Equipe 2            | Ida | Volta |
| ----- | -------------------- | ----------- | ------------------- | --- | ----- |
| G1    | Sporting Cristal     | 3–3 (4–5 p) | Atlético Paranaense | 2–1 | 1–2   |
| G2    | Deportivo Quito      | 1–4         | Botafogo            | 1–0 | 0–4   |
| G3    | Universidad de Chile | 4–2         | Guaraní             | 1–0 | 3–2   |
| G4    | Caracas              | 0–3         | Lanús               | 0–2 | 0–1   |
| G5    | Monarcas Morelia     | 2–2 (gf)    | Santa Fe            | 2–1 | 0–1   |
| G6    | Oriente Petrolero    | 1–2         | Nacional            | 1–0 | 0–2   |

## Fase de grupos

### Grupo 1
| Pos | Equipe              | Pts | J | V | E | D | GP | GC | SG | Classificado |     | VEL | STR | ATP | UNI |
| --- | ------------------- | --- | - | - | - | - | -- | -- | -- | ------------ | --- | --- | --- | --- | --- |
| 1   | Vélez Sarsfield     | 15  | 6 | 5 | 0 | 1 | 9  | 3  | +6 | Fase final   |     | —   | 2–0 | 2–0 | 1–0 |
| 2   | The Strongest       | 10  | 6 | 3 | 1 | 2 | 8  | 7  | +1 | Fase final   |     | 2–0 | —   | 2–1 | 1–0 |
| 3   | Atlético Paranaense | 9   | 6 | 3 | 0 | 3 | 7  | 7  | 0  |              |     | 1–3 | 1–0 | —   | 3–0 |
| 4   | Universitario       | 1   | 6 | 0 | 1 | 5 | 3  | 10 | −7 |              | 0–1 | 3–3 | 0–1 | —   |     |

### Grupo 2
| Pos | Equipe                  | Pts | J | V | E | D | GP | GC | SG | Classificado |     | UES | SLO | IDV | BOT |
| --- | ----------------------- | --- | - | - | - | - | -- | -- | -- | ------------ | --- | --- | --- | --- | --- |
| 1   | Unión Española          | 9   | 6 | 2 | 3 | 1 | 10 | 9  | +1 | Fase final   |     | —   | 1–0 | 4–5 | 1–1 |
| 2   | San Lorenzo             | 8   | 6 | 2 | 2 | 2 | 6  | 5  | +1 | Fase final   |     | 1–1 | —   | 1–0 | 3–0 |
| 3   | Independiente del Valle | 8   | 6 | 2 | 2 | 2 | 10 | 10 | 0  |              |     | 2–2 | 1–1 | —   | 2–1 |
| 4   | Botafogo                | 7   | 6 | 2 | 1 | 3 | 5  | 7  | −2 |              | 0–1 | 2–0 | 1–0 | —   |     |

### Grupo 3
| Pos | Equipe         | Pts | J | V | E | D | GP | GC | SG | Classificado |     | CER | LAN | OHI | CAL |
| --- | -------------- | --- | - | - | - | - | -- | -- | -- | ------------ | --- | --- | --- | --- | --- |
| 1   | Cerro Porteño  | 10  | 6 | 3 | 1 | 2 | 10 | 9  | +1 | Fase final   |     | —   | 3–1 | 2–1 | 3–2 |
| 2   | Lanús          | 8   | 6 | 2 | 2 | 2 | 6  | 5  | +1 | Fase final   |     | 2–0 | —   | 0–0 | 2–0 |
| 3   | O'Higgins      | 7   | 6 | 1 | 4 | 1 | 5  | 5  | 0  |              |     | 2–2 | 0–0 | —   | 1–0 |
| 4   | Deportivo Cali | 7   | 6 | 2 | 1 | 3 | 6  | 8  | −2 |              | 1–0 | 2–1 | 1–1 | —   |     |

### Grupo 4
| Pos | Equipe           | Pts | J | V | E | D | GP | GC | SG | Classificado |     | ATM | NAC | ZAM | SAN |
| --- | ---------------- | --- | - | - | - | - | -- | -- | -- | ------------ | --- | --- | --- | --- | --- |
| 1   | Atlético Mineiro | 12  | 6 | 3 | 3 | 0 | 8  | 5  | +3 | Fase final   |     | —   | 1–1 | 1–0 | 2–1 |
| 2   | Nacional         | 8   | 6 | 2 | 2 | 2 | 8  | 10 | −2 | Fase final   |     | 2–2 | —   | 1–0 | 3–2 |
| 3   | Zamora           | 7   | 6 | 2 | 1 | 3 | 6  | 6  | 0  |              |     | 0–1 | 2–0 | —   | 2–1 |
| 4   | Santa Fe         | 5   | 6 | 1 | 2 | 3 | 10 | 11 | −1 |              | 1–1 | 3–1 | 2–2 | —   |     |

### Grupo 5
| Pos | Equipe               | Pts | J | V | E | D | GP | GC | SG | Classificado |     | DEF | CRU | UCH | GAR |
| --- | -------------------- | --- | - | - | - | - | -- | -- | -- | ------------ | --- | --- | --- | --- | --- |
| 1   | Defensor Sporting    | 11  | 6 | 3 | 2 | 1 | 11 | 5  | +6 | Fase final   |     | —   | 2–0 | 1–1 | 4–1 |
| 2   | Cruzeiro             | 10  | 6 | 3 | 1 | 2 | 13 | 7  | +6 | Fase final   |     | 2–2 | —   | 5–1 | 3–0 |
| 3   | Universidad de Chile | 10  | 6 | 3 | 1 | 2 | 6  | 9  | −3 |              |     | 1–0 | 0–2 | —   | 1–0 |
| 4   | Real Garcilaso       | 3   | 6 | 1 | 0 | 5 | 4  | 13 | −9 |              | 0–2 | 2–1 | 1–2 | —   |     |

### Grupo 6
| Pos | Equipe            | Pts | J | V | E | D | GP | GC | SG | Classificado |     | GRE | ATL | NOB | NAC |
| --- | ----------------- | --- | - | - | - | - | -- | -- | -- | ------------ | --- | --- | --- | --- | --- |
| 1   | Grêmio            | 14  | 6 | 4 | 2 | 0 | 8  | 1  | +7 | Fase final   |     | —   | 3–0 | 0–0 | 1–0 |
| 2   | Atlético Nacional | 10  | 6 | 3 | 1 | 2 | 7  | 8  | −1 | Fase final   |     | 0–2 | —   | 1–0 | 2–2 |
| 3   | Newell's Old Boys | 8   | 6 | 2 | 2 | 2 | 10 | 7  | +3 |              |     | 1–1 | 1–3 | —   | 4–0 |
| 4   | Nacional          | 1   | 6 | 0 | 1 | 5 | 4  | 13 | −9 |              | 0–1 | 0–1 | 2–4 | —   |     |

### Grupo 7
| Pos | Equipe   | Pts | J | V | E | D | GP | GC | SG | Classificado |     | BOL | LEO | FLA | EME |
| --- | -------- | --- | - | - | - | - | -- | -- | -- | ------------ | --- | --- | --- | --- | --- |
| 1   | Bolívar  | 11  | 6 | 3 | 2 | 1 | 8  | 6  | +2 | Fase final   |     | —   | 1–1 | 1–0 | 2–1 |
| 2   | León     | 10  | 6 | 3 | 1 | 2 | 10 | 7  | +3 | Fase final   |     | 0–1 | —   | 2–1 | 3–0 |
| 3   | Flamengo | 7   | 6 | 2 | 1 | 3 | 10 | 10 | 0  |              |     | 2–2 | 2–3 | —   | 3–1 |
| 4   | Emelec   | 6   | 6 | 2 | 0 | 4 | 7  | 12 | −5 |              | 2–1 | 2–1 | 1–2 | —   |     |

### Grupo 8
| Pos | Equipe               | Pts | J | V | E | D | GP | GC | SG | Classificado |     | SLA | ARS | PEN | ANZ |
| --- | -------------------- | --- | - | - | - | - | -- | -- | -- | ------------ | --- | --- | --- | --- | --- |
| 1   | Santos Laguna        | 13  | 6 | 4 | 1 | 1 | 11 | 5  | +6 | Fase final   |     | —   | 1–0 | 4–1 | 3–0 |
| 2   | Arsenal de Sarandí   | 12  | 6 | 4 | 0 | 2 | 11 | 4  | +7 | Fase final   |     | 3–0 | —   | 1–0 | 3–0 |
| 3   | Peñarol              | 5   | 6 | 1 | 2 | 3 | 5  | 10 | −5 |              |     | 0–2 | 2–1 | —   | 1–1 |
| 4   | Deportivo Anzoátegui | 3   | 6 | 0 | 3 | 3 | 4  | 12 | −8 |              | 1–1 | 1–3 | 1–1 | —   |     |

## Classificação para a fase final
Para a determinação das chaves da fase de oitavas de final em diante, as equipes foram divididas entre os primeiros colocados e os segundos colocados na fase de grupos, definindo os cruzamentos da seguinte forma: 1º vs. 16º, 2º vs. 15º, 3º vs. 14º, 4º vs. 13º, 5º vs. 12º, 6º vs. 11º, 7º vs. 10º e 8º vs. 9º, sendo de 1º a 8º os primeiros de cada grupo e de 9º a 16º os segundos.
Esta classificação também serve para determinar em todas as fases seguintes qual time jogará a partida de volta em casa, sendo sempre o time de melhor colocação a ter este direito.
Caso duas equipes de um mesmo país se classifiquem para a fase semifinal, elas obrigatoriamente terão que se enfrentar, mesmo que o emparceiramento não aponte para isso. Se na decisão, uma das equipes for do México, a primeira partida da final será obrigatoriamente em território mexicano.
Tabela de classificação
| Pos. | Primeiros dos grupos | Pts | J | V | E | D | GP | GC | SG | Ap  |
| ---- | -------------------- | --- | - | - | - | - | -- | -- | -- | --- |
| 1    | Vélez Sarsfield      | 15  | 6 | 5 | 0 | 1 | 9  | 3  | +6 | 83% |
| 2    | Grêmio               | 14  | 6 | 4 | 2 | 0 | 8  | 1  | +7 | 78% |
| 3    | Santos Laguna        | 13  | 6 | 4 | 1 | 1 | 11 | 5  | +6 | 72% |
| 4    | Atlético Mineiro     | 12  | 6 | 3 | 3 | 0 | 8  | 5  | +3 | 67% |
| 5    | Defensor Sporting    | 11  | 6 | 3 | 2 | 1 | 11 | 5  | +6 | 61% |
| 6    | Bolívar              | 11  | 6 | 3 | 2 | 1 | 8  | 6  | +2 | 61% |
| 7    | Cerro Porteño        | 10  | 6 | 3 | 1 | 2 | 10 | 9  | +1 | 55% |
| 8    | Unión Española       | 9   | 6 | 2 | 3 | 1 | 10 | 9  | +1 | 50% |

| Pos. | Segundos dos grupos | Pts | J | V | E | D | GP | GC | SG | Ap  |
| ---- | ------------------- | --- | - | - | - | - | -- | -- | -- | --- |
| 9    | Arsenal de Sarandí  | 12  | 6 | 4 | 0 | 2 | 11 | 4  | +7 | 67% |
| 10   | Cruzeiro            | 10  | 6 | 3 | 1 | 2 | 13 | 7  | +6 | 55% |
| 11   | León                | 10  | 6 | 3 | 1 | 2 | 10 | 7  | +3 | 55% |
| 12   | The Strongest       | 10  | 6 | 3 | 1 | 2 | 8  | 7  | +1 | 55% |
| 13   | Atlético Nacional   | 10  | 6 | 3 | 1 | 2 | 7  | 8  | –1 | 55% |
| 14   | Lanús               | 8   | 6 | 2 | 2 | 2 | 6  | 5  | +1 | 44% |
| 15   | San Lorenzo         | 8   | 6 | 2 | 2 | 2 | 6  | 5  | +1 | 44% |
| 16   | Nacional            | 8   | 6 | 2 | 2 | 2 | 8  | 10 | –2 | 44% |

## Fase final
Em itálico, os times que possuem o mando de campo no primeiro jogo do confronto e em negrito os times classificados.
|  | Oitavas de final           | Oitavas de final           | Oitavas de final           | Oitavas de final           |   |                   | Quartas de final  | Quartas de final  | Quartas de final  | Quartas de final  |  |             | Semifinais          | Semifinais          | Semifinais          | Semifinais          |          |   | Final            | Final            | Final            | Final            |
|  | de 16 de abril a 1 de maio | de 16 de abril a 1 de maio | de 16 de abril a 1 de maio | de 16 de abril a 1 de maio |   |                   | de 7 a 15 de maio | de 7 a 15 de maio | de 7 a 15 de maio | de 7 a 15 de maio |  |             | de 23 a 30 de julho | de 23 a 30 de julho | de 23 a 30 de julho | de 23 a 30 de julho |          |   | 6 e 13 de agosto | 6 e 13 de agosto | 6 e 13 de agosto | 6 e 13 de agosto |
|  |                            |                            |                            |                            |   |                   |                   |                   |                   |                   |  |             |                     |                     |                     |                     |          |   |                  |                  |                  |                  |
|  | Nacional                   | 1                          | 2                          | 3                          |   |                   |                   |                   |                   |                   |  |             |                     |                     |                     |                     |          |   |                  |                  |                  |                  |
|  | Vélez Sarsfield            | 0                          | 2                          | 2                          |   |                   |                   |                   |                   |                   |  |             |                     |                     |                     |                     |          |   |                  |                  |                  |                  |
|  | Vélez Sarsfield            | 0                          | 2                          | 2                          |   | Nacional          | 1                 | 0                 | 1                 |                   |  |             |                     |                     |                     |                     |          |   |                  |                  |                  |                  |
|  |                            |                            |                            |                            |   | Nacional          | 1                 | 0                 | 1                 |                   |  |             |                     |                     |                     |                     |          |   |                  |                  |                  |                  |
|  |                            | Arsenal de Sarandí         | 0                          | 0                          | 0 |                   |                   |                   |                   |                   |  |             |                     |                     |                     |                     |          |   |                  |                  |                  |                  |
|  | Arsenal de Sarandí         | Arsenal de Sarandí         | 0                          | 0                          | 0 | 0                 | 1                 | 1                 |                   |                   |  |             |                     |                     |                     |                     |          |   |                  |                  |                  |                  |
|  | Arsenal de Sarandí         |                            |                            |                            |   | 0                 | 1                 | 1                 |                   |                   |  |             |                     |                     |                     |                     |          |   |                  |                  |                  |                  |
|  | Unión Española             | 0                          | 0                          | 0                          |   |                   |                   |                   |                   |                   |  |             |                     |                     |                     |                     |          |   |                  |                  |                  |                  |
|  | Unión Española             | 0                          | 0                          | 0                          |   |                   |                   |                   |                   |                   |  | Nacional    | 2                   | 0                   | 2                   |                     |          |   |                  |                  |                  |                  |
|  |                            |                            |                            |                            |   |                   |                   |                   |                   |                   |  | Nacional    | 2                   | 0                   | 2                   |                     |          |   |                  |                  |                  |                  |
|  |                            | Defensor Sporting          | 0                          | 1                          | 1 |                   |                   |                   |                   |                   |  |             |                     |                     |                     |                     |          |   |                  |                  |                  |                  |
|  | Atlético Nacional          | Defensor Sporting          | 0                          | 1                          | 1 | 1                 | 1                 | 2                 |                   |                   |  |             |                     |                     |                     |                     |          |   |                  |                  |                  |                  |
|  | Atlético Nacional          |                            |                            |                            |   | 1                 | 1                 | 2                 |                   |                   |  |             |                     |                     |                     |                     |          |   |                  |                  |                  |                  |
|  | Atlético Mineiro           | 0                          | 1                          | 1                          |   |                   |                   |                   |                   |                   |  |             |                     |                     |                     |                     |          |   |                  |                  |                  |                  |
|  | Atlético Mineiro           | 0                          | 1                          | 1                          |   | Atlético Nacional | 0                 | 0                 | 0                 |                   |  |             |                     |                     |                     |                     |          |   |                  |                  |                  |                  |
|  |                            |                            |                            |                            |   | Atlético Nacional | 0                 | 0                 | 0                 |                   |  |             |                     |                     |                     |                     |          |   |                  |                  |                  |                  |
|  |                            | Defensor Sporting          | 2                          | 1                          | 3 |                   |                   |                   |                   |                   |  |             |                     |                     |                     |                     |          |   |                  |                  |                  |                  |
|  | The Strongest              | Defensor Sporting          | 2                          | 1                          | 3 | 2                 | 0                 | 2 (2)             |                   |                   |  |             |                     |                     |                     |                     |          |   |                  |                  |                  |                  |
|  | The Strongest              |                            |                            |                            |   | 2                 | 0                 | 2 (2)             |                   |                   |  |             |                     |                     |                     |                     |          |   |                  |                  |                  |                  |
|  | Defensor Sporting (pen)    | 0                          | 2                          | 2 (4)                      |   |                   |                   |                   |                   |                   |  |             |                     |                     |                     |                     |          |   |                  |                  |                  |                  |
|  | Defensor Sporting (pen)    | 0                          | 2                          | 2 (4)                      |   |                   |                   |                   |                   |                   |  |             |                     |                     |                     |                     | Nacional | 1 | 0                | 1                |                  |                  |
|  |                            |                            |                            |                            |   |                   |                   |                   |                   |                   |  |             |                     |                     |                     |                     |          | 1 | 0                | 1                |                  |                  |
|  |                            | San Lorenzo                | 1                          | 1                          | 2 |                   |                   |                   |                   |                   |  |             |                     |                     |                     |                     |          |   |                  |                  |                  |                  |
|  | San Lorenzo (pen)          | San Lorenzo                | 1                          | 1                          | 2 | 1                 | 0                 | 1 (4)             |                   |                   |  |             |                     |                     |                     |                     |          |   |                  |                  |                  |                  |
|  | San Lorenzo (pen)          |                            |                            |                            |   | 1                 | 0                 | 1 (4)             |                   |                   |  |             |                     |                     |                     |                     |          |   |                  |                  |                  |                  |
|  | Grêmio                     | 0                          | 1                          | 1 (2)                      |   |                   |                   |                   |                   |                   |  |             |                     |                     |                     |                     |          |   |                  |                  |                  |                  |
|  | Grêmio                     | 0                          | 1                          | 1 (2)                      |   | San Lorenzo       | 1                 | 1                 | 2                 |                   |  |             |                     |                     |                     |                     |          |   |                  |                  |                  |                  |
|  |                            |                            |                            |                            |   | San Lorenzo       | 1                 | 1                 | 2                 |                   |  |             |                     |                     |                     |                     |          |   |                  |                  |                  |                  |
|  |                            | Cruzeiro                   | 0                          | 1                          | 1 |                   |                   |                   |                   |                   |  |             |                     |                     |                     |                     |          |   |                  |                  |                  |                  |
|  | Cruzeiro                   | Cruzeiro                   | 0                          | 1                          | 1 | 1                 | 2                 | 3                 |                   |                   |  |             |                     |                     |                     |                     |          |   |                  |                  |                  |                  |
|  | Cruzeiro                   |                            |                            |                            |   | 1                 | 2                 | 3                 |                   |                   |  |             |                     |                     |                     |                     |          |   |                  |                  |                  |                  |
|  | Cerro Porteño              | 1                          | 0                          | 1                          |   |                   |                   |                   |                   |                   |  |             |                     |                     |                     |                     |          |   |                  |                  |                  |                  |
|  | Cerro Porteño              | 1                          | 0                          | 1                          |   |                   |                   |                   |                   |                   |  | San Lorenzo | 5                   | 0                   | 5                   |                     |          |   |                  |                  |                  |                  |
|  |                            |                            |                            |                            |   |                   |                   |                   |                   |                   |  | San Lorenzo | 5                   | 0                   | 5                   |                     |          |   |                  |                  |                  |                  |
|  |                            | Bolívar                    | 0                          | 1                          | 1 |                   |                   |                   |                   |                   |  |             |                     |                     |                     |                     |          |   |                  |                  |                  |                  |
|  | Lanús                      | Bolívar                    | 0                          | 1                          | 1 | 2                 | 2                 | 4                 |                   |                   |  |             |                     |                     |                     |                     |          |   |                  |                  |                  |                  |
|  | Lanús                      |                            |                            |                            |   | 2                 | 2                 | 4                 |                   |                   |  |             |                     |                     |                     |                     |          |   |                  |                  |                  |                  |
|  | Santos Laguna              | 1                          | 0                          | 1                          |   |                   |                   |                   |                   |                   |  |             |                     |                     |                     |                     |          |   |                  |                  |                  |                  |
|  | Santos Laguna              | 1                          | 0                          | 1                          |   | Lanús             | 1                 | 0                 | 1                 |                   |  |             |                     |                     |                     |                     |          |   |                  |                  |                  |                  |
|  |                            |                            |                            |                            |   | Lanús             | 1                 | 0                 | 1                 |                   |  |             |                     |                     |                     |                     |          |   |                  |                  |                  |                  |
|  |                            | Bolívar                    | 1                          | 1                          | 2 |                   |                   |                   |                   |                   |  |             |                     |                     |                     |                     |          |   |                  |                  |                  |                  |
|  | León                       | Bolívar                    | 1                          | 1                          | 2 | 2                 | 1                 | 3                 |                   |                   |  |             |                     |                     |                     |                     |          |   |                  |                  |                  |                  |
|  | León                       |                            |                            |                            |   | 2                 | 1                 | 3                 |                   |                   |  |             |                     |                     |                     |                     |          |   |                  |                  |                  |                  |
|  | Bolívar (gf)               | 2                          | 1                          | 3                          |   |                   |                   |                   |                   |                   |  |             |                     |                     |                     |                     |          |   |                  |                  |                  |                  |

### Final
Jogo de ida
| 6 de agosto   | Nacional         | 1 − 1     | San Lorenzo | Estádio Defensores del Chaco, Assunção |
| 20:15 (UTC−4) | Santa Cruz 90+2' | Relatório | Matos 64'   | Árbitro: COL Wilmar Roldán             |

Jogo de volta
| 13 de agosto  | San Lorenzo        | 1 − 0     | Nacional | Estádio Nuevo Gasómetro, Buenos Aires |
| 21:15 (UTC−3) | Ortigoza 35' (pen) | Relatório |          | Árbitro: BRA Sandro Ricci             |

## Premiação
| Copa Libertadores da América de 2014 |
| Argentina                            |
| ------------------------------------ |
| SAN LORENZO Campeão (1.º título)     |

## Artilharia
| 5 gols (2) - Julio dos Santos (Cerro Porteño) - Nicolás Olivera (Defensor Sporting) 4 gols (13) - Bruno Rodrigo (Cruzeiro) - Daniel Angulo (Independiente del Valle) - Felipe Gedoz (Defensor Sporting) - Gustavo Canales (Unión Española) - Jô (Atlético Mineiro) - Juan Manuel Falcón (Zamora) - Juanmi Callejón (Bolívar) - Junior Sornoza (Independiente del Valle) - Luis Miguel Escalada (Emelec) - Mauro Boselli (León) - Omar Sebastián Pérez (Santa Fe) - Ricardo Goulart (Cruzeiro) - Wallyson (Botafogo) 3 gols (18) - Carlos Alberto Peña (León) - Carlos Quintero (Santos Laguna) - Daniel Güiza (Cerro Porteño) - Derlis Orué (Nacional-PAR) - Éderson (Atlético Paranaense) - Éverton (Flamengo) - Franco Arizala (León) - Ignacio Piatti (San Lorenzo) - Jorge Correa (Vélez Sársfield) - Juan Carlos Arce (Bolívar) - Juan Carlos Ferreyra (Botafogo) - Lucas Pratto (Vélez Sársfield) - Mauro Matos (San Lorenzo) - Oribe Peralta (Santos Laguna) - Paolo Goltz (Lanús) - Ramón Ignacio Fernández (Universidad de Chile) - Silvio Torales (Nacional-PAR) - William Ferreira (Bolívar) 2 gols (33) - Alecsandro (Flamengo) - Andrés Rentería (Santos Laguna) - Ángel Correa (San Lorenzo) - Carlos de Pena (Nacional-URU) - Cristian Chávez (Unión Española) - Dagoberto (Cruzeiro) - Daniel Bocanegra (Atlético Nacional) - David Trezeguet (Newell's Old Boys) - Dudu (Grêmio) - Edwin Cardona (Atlético Nacional) - Emmanuel Más (San Lorenzo) - Giorgian De Arrascaeta (Defensor Sporting) - Gustavo Lorenzetti (Universidad de Chile) - Héctor Canteros (Vélez Sársfield) - Hernán Barcos (Grêmio) - Irven Ávila (Sporting Cristal) - Jair Reinoso (The Strongest) - Javier Orozco (Santos Laguna) - Jhon Viáfara (Deportivo Cali) - Jonathan Copete (Santa Fe) - Julián Benítez (Nacional-PAR) - Júlio Baptista (Cruzeiro) - Julio Furch (Arsenal de Sarandí) - Marcos Melgarejo (Nacional-PAR) - Matías Campos (Unión Española) - Maxi Rodríguez (Newell's Old Boys) - Miguel Samudio (Cruzeiro) - Oscar Benítez (Lanús) - Pablo Escobar (The Strongest) - Ramón Rodríguez (Real Garcilaso) - Sherman Cárdenas (Atlético Nacional) - Yerson Opazo (O'Higgins) - Wilder Medina (Santa Fe) | 1 gol (133) - Adrián Luna (Defensor Sporting) - Adriano (Atlético Paranaense) - Agustín Allione (Vélez Sársfield) - Alan Ruiz (Grêmio) - Alexis Castro (Newell's Old Boys) - Alfredo Ramúa (Real Garcilaso) - André Santos (Flamengo) - Andrés Scotti (Nacional-URU) - Ángel Mena (Emelec) - Ángel Romero (Cerro Porteño) - Armando Zamorano (Monarcas Morelia) - Baltasar Silva (Peñarol) - Bolívar (Botafogo) - Brian Montenegro (Nacional-PAR) - Carlos Araujo (Lanús) - Carlos Augusto Rivas (Deportivo Cali) - Carlos Lizarazo (Deportivo Cali) - Carlos Lobatón (Sporting Cristal) - Christian Marrugo (Deportivo Cali) - Christian Núñez (Independiente del Valle) - Christofer Gonzáles (Universitario) - Cristian Riveros (Grêmio) - Daniel Alejandro Torres (Santa Fe) - Daniel Rosero (Arsenal de Sarandí) - Dedé (Cruzeiro) - Denis Stracqualursi (Emelec) - Diego Braghieri (Arsenal de Sarandí) - Diego Wayar (The Strongest) - Dráusio (Atlético Paranaense) - Édison Méndez (Santa Fe) - Eduardo Alejandro López (O'Higgins) - Edwin Aguilar (Deportivo Anzoátegui) - Edwin Gómez (Universitario) - Elano (Flamengo) - Enzo Gutiérrez (Universidad de Chile) - Ernesto Cristaldo (The Strongest) - Éverton Ribeiro (Cruzeiro) - Ezequiel Brítez (Real Garcilaso) - Facundo Monteseirín (Lanús) - Felipe (Atlético Paranaense) - Fernandinho (Atlético Mineiro) - Fernando Fernández (Guaraní) - Fernando Giménez (Emelec) - Fernando Guerrero (Independiente del Valle) - Fernando Tobio (Vélez Sársfield) - Framber Villegas (Deportivo Anzoátegui) - Fredy Bareiro (Nacional-PAR) - Gerardo Yecerotte (Bolívar) - Gualberto Mojica (Oriente Petrolero) - Guilherme (Atlético Mineiro) - Héctor Mancilla (Monarcas Morelia) - Héctor Villalba (San Lorenzo) - Henrique (Botafogo) - Hernane (Flamengo) - Horacio Orzán (Newell's Old Boys) - Isaac Díaz (Universidad de Chile) - Ismael Blanco (Lanús) - Iván Alonso (Nacional-URU) - Iván Marcone (Arsenal de Sarandí) - Javier Toledo (Peñarol) - Jefferson Cuero (Santa Fe) - Jefferson Duque (Atlético Nacional) - Jhon Murillo (Zamora) - Johnny Herrera (Universidad de Chile) - Jonathan Lacerda (Santos Laguna) - Jonathan Rodríguez (Peñarol) - Jorge Daniel Benítez (Guaraní) - Jorge Pereyra Díaz (Lanús) - Jorge Ortiz (Lanús) - José Abella (Santos Laguna) - José de la Cuesta (Santa Fe) - José Juan Vázquez (León) | 1 gol (continuação) - José Luis Capdevila (Bolívar) - Josué (Atlético Mineiro) - Juan Carlos Amado (Defensor Sporting) - Juan Cruz Mascia (Nacional-URU) - Juan Ignacio Mercier (San Lorenzo) - Julio Buffarini (San Lorenzo) - Julio Santa Cruz (Nacional-PAR) - Lautaro Acosta (Lanús) - Leonardo Pais (Defensor Sporting) - Luan (Grêmio) - Lucas Bernardi (Newell's Old Boys) - Luis Aguiar (Peñarol) - Luis Montes (León) - Luis Pedro Figueroa (O'Higgins) - Manoel (Atlético Paranaense) - Manuel Arteaga (Deportivo Anzoátegui) - Marcelo Zalayeta (Peñarol) - Marcos Cáceres (Newell's Old Boys) - Marcos Riveros (Nacional-PAR) - Mariano Echeverría (Arsenal de Sarandí) - Martín Rolle (Arsenal de Sarandí) - Matías Alonso (Defensor Sporting) - Matías Britos (León) - Matías Martínez (Lanús) - Matías Sánchez (Arsenal de Sarandí) - Matías Zaldivia (Arsenal de Sarandí) - Maximiliano Velázquez (Lanús) - Milton Caraglio (Arsenal de Sarandí) - Milton Casco (Newell's Old Boys) - Nelvin Solíz (The Strongest) - Néstor Camacho (Deportivo Cali) - Néstor Ortigoza (San Lorenzo) - Neto Berola (Atlético Mineiro) - Nicolás Blandi (San Lorenzo) - Nicolás Correa (Defensor Sporting) - Nicolás Martínez (Nacional-PAR) - Orlando Berrío (Atlético Nacional) - Pablo Calandria (O'Higgins) - Patricio Rubio (Universidad de Chile) - Paulinho (Flamengo) - Paulinho Dias (Atlético Parananense) - Pedro Ramírez (Zamora) - Ramiro (Grêmio) - Ramiro Carrera (Arsenal de Sarandí) - Raúl Castro (The Strongest) - Raúl Ruidíaz (Universitario) - Rhodolfo (Grêmio) - Ricardo Pedriel (Bolívar) - Roberto Nanni (Vélez Sársfield) - Rodolfo Gamarra (Cerro Porteño) - Rodrigo Mora (Universidad de Chile) - Rolando Escobar (Deportivo Anzoátegui) - Ronald Eguino (Bolívar) - Ronaldinho (Atlético Mineiro) - Santiago García (Nacional-URU) - Santiago Gentiletti (San Lorenzo) - Santiago Tréllez (Atlético Nacional) - Sebastián Jaime (Unión Española) - Víctor Ayala (Lanús) - Víctor Cáceres (Flamengo) - Víctor Estupiñán (Deportivo Quito) - Willian (Cruzeiro) Gols-contra (8) - Dalton (Universitario, para o Atl. Paranaense) - Diego Chávez (Universitario, para o The Strongest) - Jorge Curbelo (Nacional-U, para o Newell's Old Boys) - Luis Payares (Deportivo Cali, para o Cerro Porteño) - Luis Fernando León (I. del Valle, para a U. Española) - Manoel (Atl. Paranaense, para o The Strongest) - Marc Crosas (Santos Laguna, para o Arsenal) - Néstor Duarte (Universitario, para o Atl. Paranaense) |

## Maiores públicos
Esses são os dez maiores públicos do campeonato:
| Nº | Público | Mandante          | Placar | Visitante         | Estádio           | Data           | Rodada  | Ref.   |
| -- | ------- | ----------------- | ------ | ----------------- | ----------------- | -------------- | ------- | ------ |
| 1  | 60 451  | Flamengo          | 2–3    | León              | Maracanã          | 9 de abril     | Grupos  | [ 13 ] |
| 2  | 50 638  | Botafogo          | 4–0    | Deportivo Quito   | Maracanã          | 5 de fevereiro | Grupos  | [ 14 ] |
| 3  | 47 244  | Grêmio            | 1–0    | San Lorenzo       | Arena do Grêmio   | 30 de abril    | Oitavas | [ 15 ] |
| 4  | 44 800  | Atlético Nacional | 1–0    | Atlético Mineiro  | Atanasio Girardot | 23 de abril    | Oitavas | [ 16 ] |
| 5  | 44 159  | Cruzeiro          | 3–0    | Real Garcilaso    | Mineirão          | 9 de abril     | Grupos  | [ 17 ] |
| 6  | 44 000  | San Lorenzo       | 1–0    | Nacional          | Nuevo Gasómetro   | 14 de agosto   | Final   | [ 18 ] |
| 7  | 43 628  | Grêmio            | 0–0    | Newell's Old Boys | Arena do Grêmio   | 13 de março    | Grupos  | [ 19 ] |
| 8  | 43 293  | Botafogo          | 0–1    | Unión Española    | Maracanã          | 2 de abril     | Grupos  | [ 20 ] |
| 9  | 42 971  | Flamengo          | 2–2    | Bolívar           | Maracanã          | 12 de março    | Grupos  | [ 21 ] |
| 10 | 42 840  | Atlético Nacional | 0–2    | Grêmio            | Atanasio Girardot | 2 de abril     | Grupos  | [ 22 ] |